# Almindelig engelsød
Almindelig engelsød (Polypodium vulgare) er en bregne med 10-30 cm lange blade. Den vokser f.eks. på morbund i skove og på stengærder. Der har været udvundet en sød og slimet, lidt lakridsagtig saft af roden. Saften skulle have en kraftig virkning imod indvoldsorme.

## Træk
Almindelig engelsød er en vintergrøn flerårig urt med en tueagtig, senere fladedækkende vækstform.
Bladene er læderagtige og fjersnitdelte med spredte flige. Bladranden er uregelmæssigt takket eller tandet. Oversiden er mørkt græsgrøn, mens undersiden er lyst grågrøn med to rækker af lyse sporehushobe, (sori).
I løvspringet (maj) er bladene rullet spiralformet sammen, men senere bliver de langsomt rettet ud, og de ligner bispestave, lige før de er helt færdige. Når bladene fældes i foråret, bliver den brune bladfod siddende på rodstokken som en lille, rund udvækst. Planten spredes både ved udløbere og sporer.
De trævlede rødder sidder ligesom bladene på en vandret og ret tyk, brunskællet jordstængel, som bærer både de enkeltsiddende blade og de korte trævlerødder.
Højde x bredde og årlig tilvækst: 0,40 × 0,40 (40 × 2 cm/år), men rodstokkens vækst gør, at en enkelt plante efterhånden kan dække flere kvadratmeter.

## Voksested
Planten forekommer overalt i Danmark på skyggefulde og fugtige steder, hvor der er morr (pH = 4,5).
Arten findes desuden i Nordeuropa (Finland, Island, Irland, Norge og Storbritannien), i det mellemste Europa (Østrig, Belgien, Tjekkiet, Tyskland, Ungarn, Nederlandene, Polen, Slovakiet og Schweiz), i Østeuropa (Letland, Litauen, Ukraine og Moldova), i det sydøstlige Europa (Albanien, Bosnien og Herzegovina, Bulgarien, Kroatien, Grækenland, Italien, Montenegro, Nordmakedonien, Rumænien, Serbien og Slovenien) samt i det sydvestlige Europa (Frankrig, Spanien og Portugal)
Arten findes på et mindre område i det sydlige Afrika (Lesotho og Sydafrika), og på den Nordlige halvkugle er den udbredt i Makaronesien (Madeira og de kanariske øer), Nordafrika (Marokko og Tunesien), Mellemøsten (Tyrkiet og Iran), Kaukasus (Armenien, Aserbajdsjan, Georgien, Dagestan, Centralasien (Kazakhstan og Kirgisistan), Østasien (Japan), Sibirien (Russisk Fjernøsten) og på Grønland.
Planten hører hjemme på alle de mest udsatte biotoper, og den er da også den eneste danske karplante, der findes som epifyt. Planten trives både i sol og skygge på fugtig og på tør bund, og den kan findes som "skovbund" under de alleryderste bjergfyr i de vestjyske klitter. Den vokser f.eks. på sand- og morbund i skove, egekrat, plantager, klitheder og på stengærder, og er især almindelig i Vestdanmark. I Alstrup Krat oven for Mariager findes en gammel bøgenaturskov. Mellem bøgene, enkelte bævreasp og stilkeg, vokser arten sammen med bl.a. almindelig kohvede, majblomst, hedelyng, hvid anemone, håret frytle, kratviol, liljekonval, skovmærke, skovsalat, skovsyre, stinkende storkenæb, stor fladstjerne og vorterod

## Anvendelse
Den er meget anvendelig som stedsegrønt bunddække overalt i haven, hvor man ikke er nødt til at rode i jorden. Den bliver ikke ukrudtsagtig og breder sig kun langsomt, men den er til gengæld meget tæt.